# بوابة نيويورك-دبلن
كانت بوابة نيويورك-دبلن(بالإنجليزية: New York–Dublin Portal)‏ (المعروفة أيضًا باسم البوابة) عبارة عن تركيب تفاعلي أنشأه الفنان الليتواني بينيديكتاس جيليس للسماح للأشخاص في مدينة نيويورك ودبلن بالتفاعل مع بعضهم البعض باستخدام شاشتي فيديو مستديرتين مباشرتين على مدار 24 ساعة (بدون صوت). تمت مقارنة السلسلة الثانية من التركيبات في سلسلة بوابة جيليز، بوابة نيويورك-دبلن، بالتركيب الفني السابق لبول سانت جورج المسمى تليكتروسكوب، والذي ربط نيويورك بلندن في عام 2008.

## تاريخها
تم إنشاء مفهوم نحت البوابة على يد بينيديكتاس جيليس. كان أول هذه المشاريع التي تم الكشف عنها هو البوابة التي تربط بين مدينتي فيلنيوس في ليتوانيا، ولوبلين في بولندا في 26 مايو 2021. وبعد نجاحها، تم التأكيد في مارس 2024 أنه بحلول الربيع، ستكون دبلن ونيويورك المدينتين التاليتين اللتين تستقبلانها.
بتاريخ 8 مايو 2024، تم تقديم البوابات في مدنها المعنية، حيث تم تركيب شاشة نيويورك في Flatiron South Public Plaza في شارع 23، والشارع الخامس وبرودواي بجوار مبنى فلاتيرون، بينما تم وضع شاشة دبلن في شارع O'Connell. وفي بيان صحفي صدر في نفس اليوم، قال جيليس إنهم سيظلون في مكانهم حتى الخريف فقط.  وللاحتفال بالإطلاق، رفع الناس في كلتا المدينتين لافتات لتحية بعضهم البعض، مع قيام الناس في الجانب الآخر في نيويورك بأداء روتين رقص.

## التعاون بين المؤسسات
في 12 يونيو 2024، شهد تعاون متحف الرياضيات في مانهاتن وأسبوع الرياضيات في أيرلندا استخدام تلاميذ المدارس الذين يبلغون من العمر 10 سنوات في مدينة نيويورك ودبلن للبوابة لتحدي بعضهم البعض لحل العديد من الألغاز. في أغسطس 2024، أُعلن أنه سيتم إلغاء تنشيط بوابة نيويورك-دبلن. وتم إغلاق البوابة في 2 سبتمبر 2024.

### إساءة الاستخدام
في 13 مايو 2024، تم إيقاف تشغيل شاشات الاتصال مؤقتًا بعد "سلوك غير لائق" من قبل المشاركين. قام بعض الأشخاص من الجانب الدبلنى بعرض صور إباحية  وصور لهجمات 11 سبتمبر، وعرضوا ألفاظ بذيئة من شاشات هواتفهم، وقاموا بإظهار أشياء غير لائقة. على الجانب النيويوركي، قامت عارضة أزياء أونلي فانز بالقيام بعمل غير لائق لأولئك الموجودين في دبلن. وقال متحدث باسم مجلس مدينة دبلن إن السلطة لاحظت "أقلية صغيرة للغاية" تتصرف بشكل غير مناسب، وتم تنفيذ حلول تقنية لمعالجتها. استبعد المجلس إمكانية تشويش بث الفيديو.
في يوم الأحد 19 مايو، أعيدت بوابتي نيويورك ودبلن إلى العمل عبر الإنترنت باستخدام تكنولوجيا رقمية محدثة لطمس الشاشة إذا دخل شخص مجال بصري قريب جدا من البوابة. وقد أدى ذلك إلى منع عدة محاولات من قبل الأفراد لعرض الصور من خلال نظام كاميرا البوابة.

## الاستقبال
بعد فترة بسيطة من إعادة تنشيط البوابة في مايو 2024، كتبت الروائية ميجان نولان لصحيفة الغارديان : "كان هناك شيء غريب ومميز في البوابة، ليس فقط لأنها كانت تبدو وكأنها حديقة حيوان ينظر إليها من الجانب الآخر بينما ينتظرون الترفيه، ولكن أيضًا في الطريقة التي يتصرف بها الناس عندما تكون اللغة خارج الحدود".

## معرض الصور

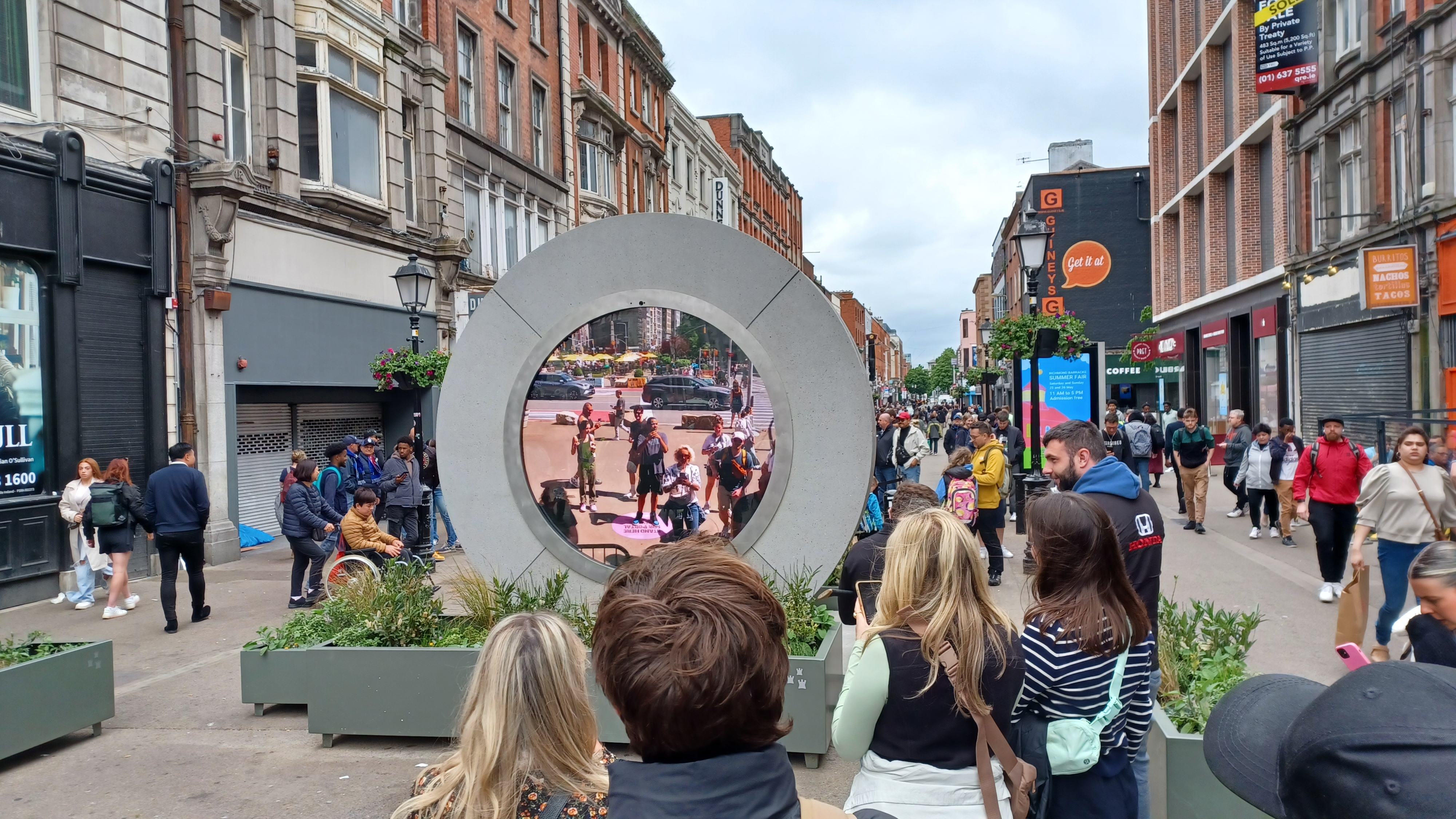
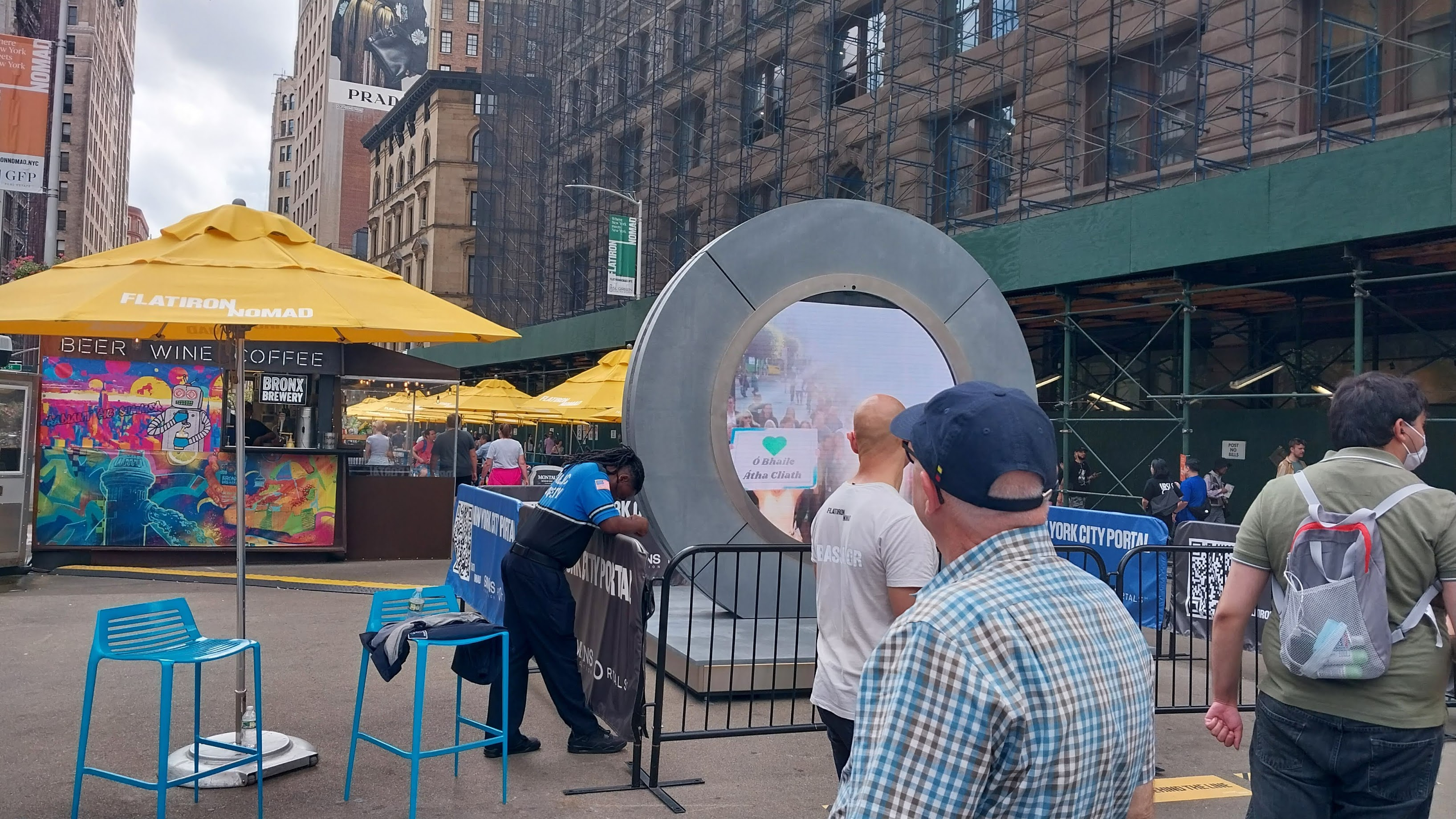
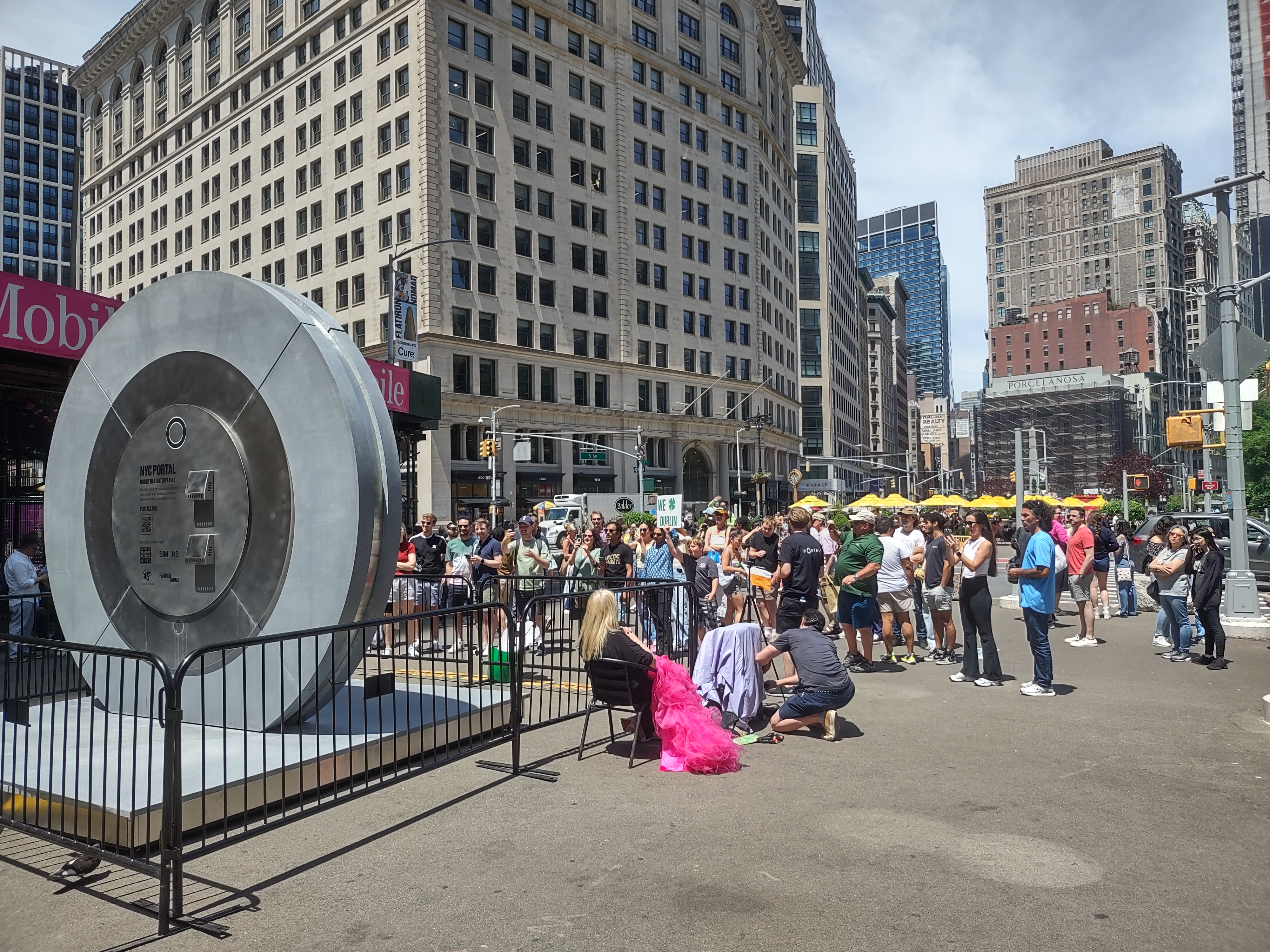
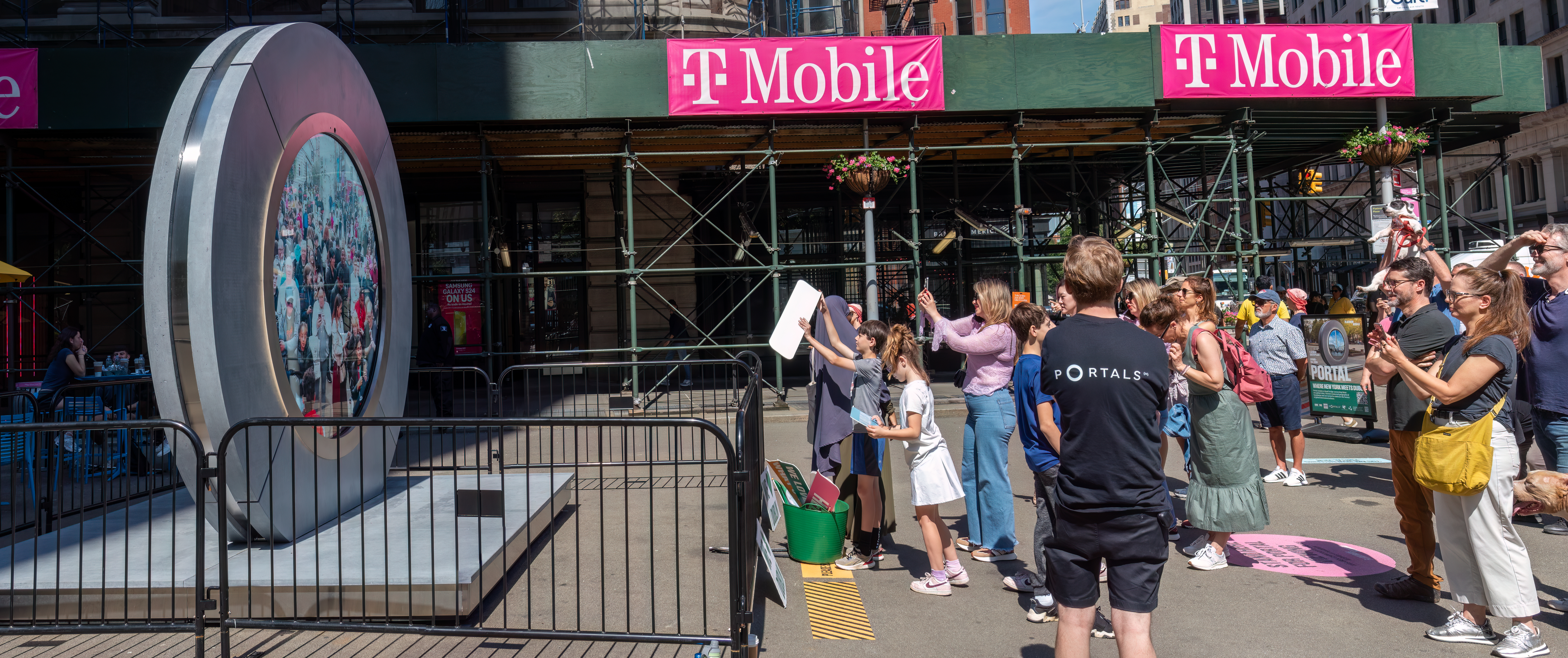
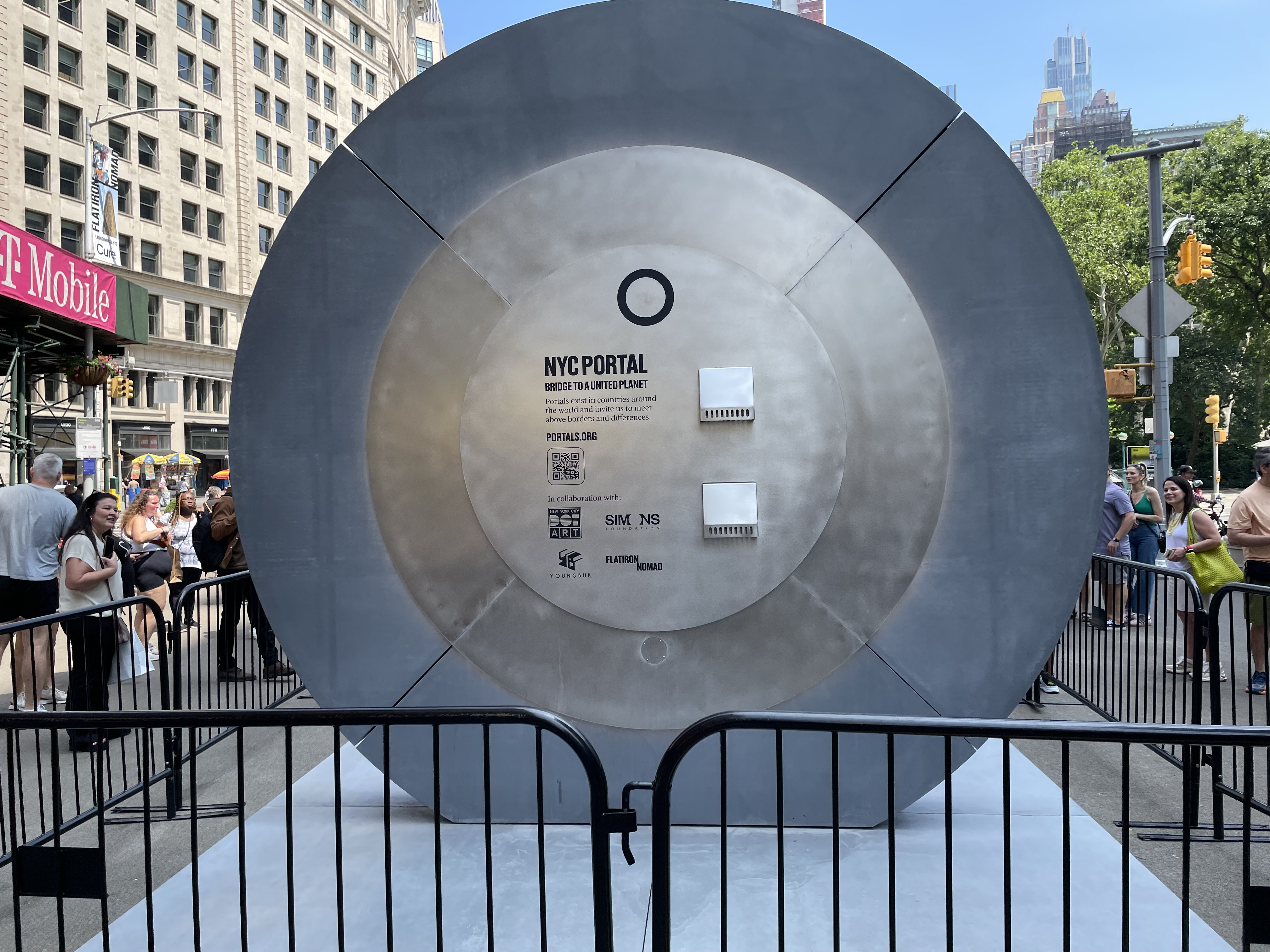
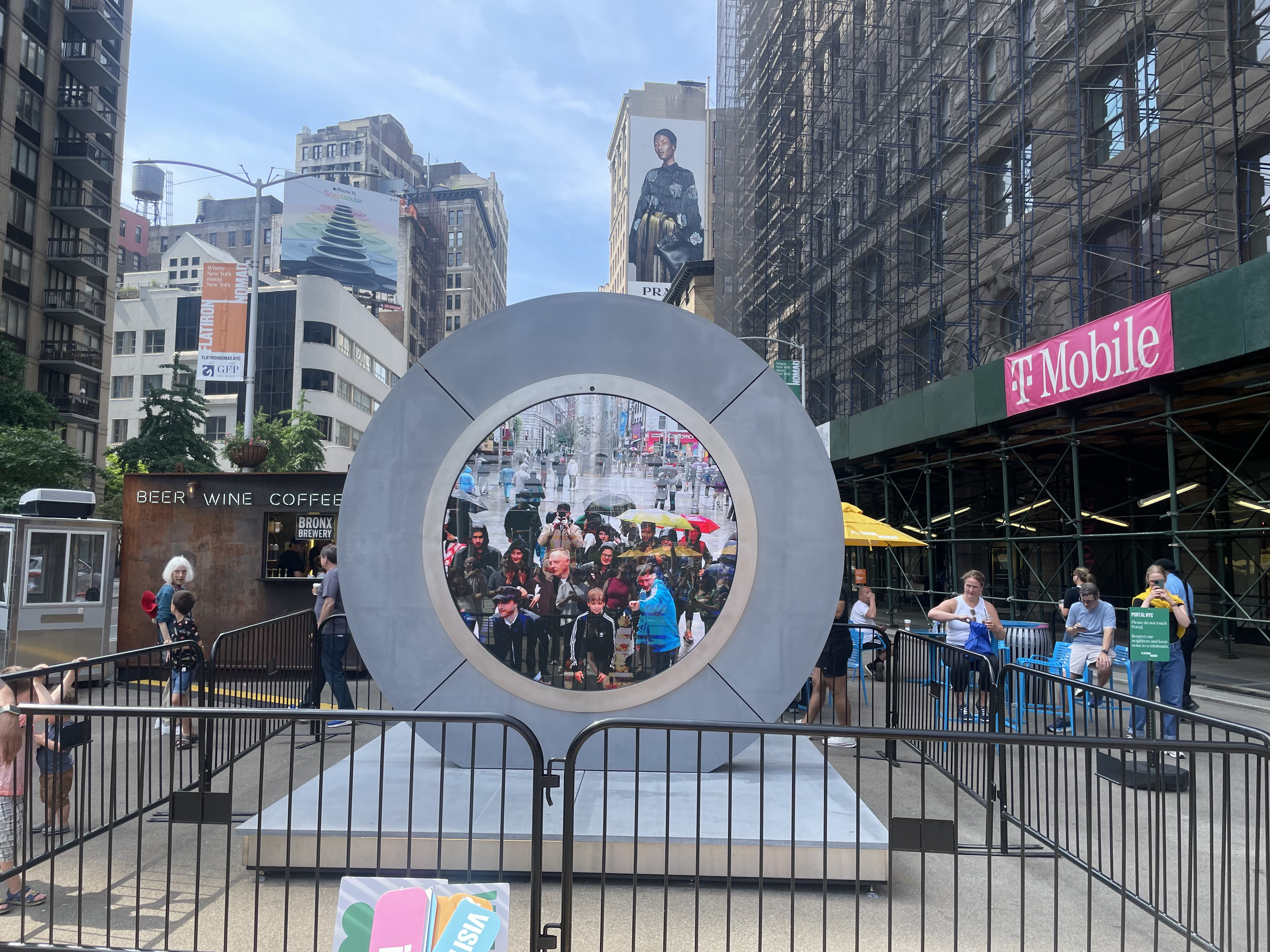